# Epitaph für Bernhard von Hyrnhaim und Margaret von Watzmannsdorf

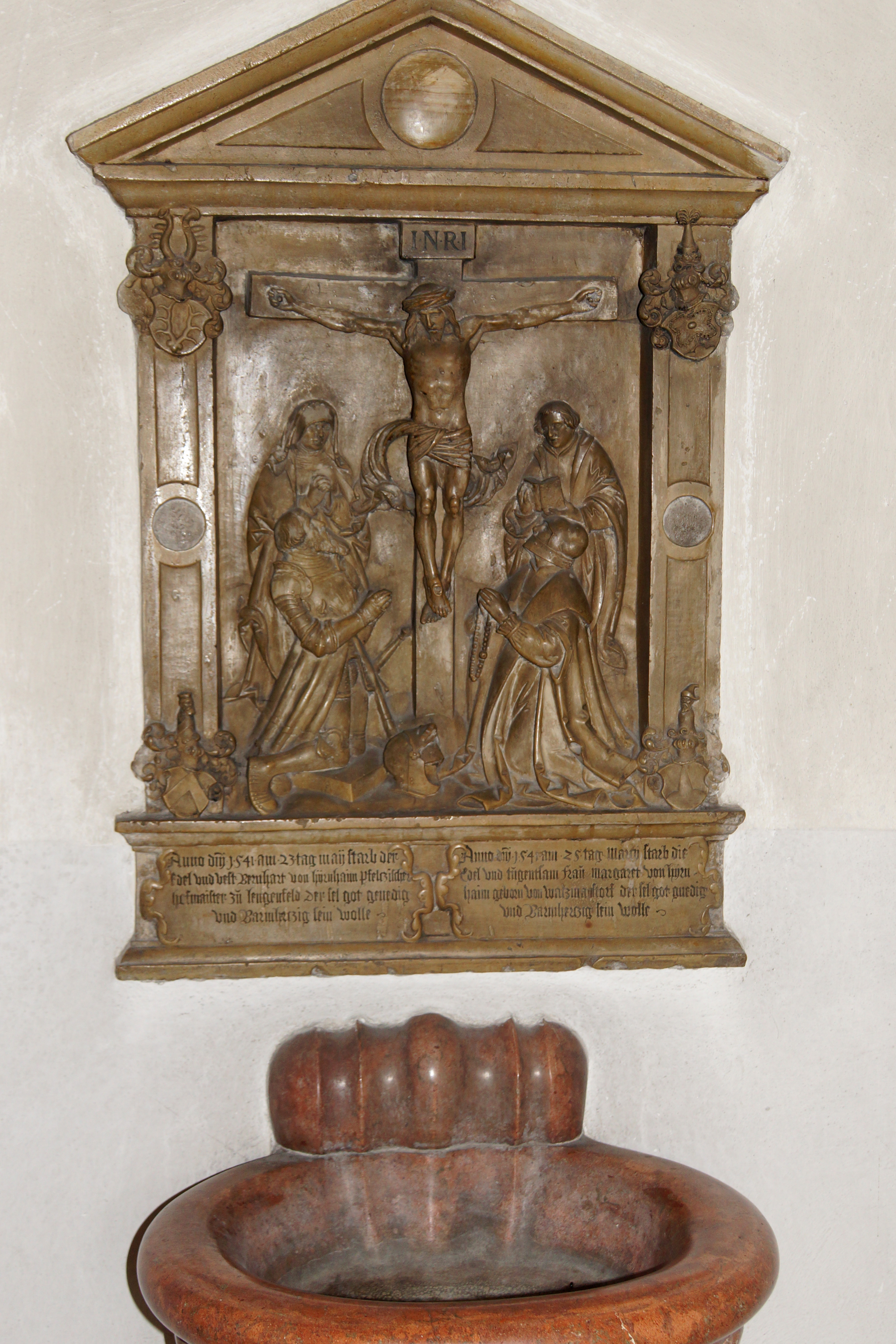
Epitaph für Bernhard von Hyrnhaim und seine Frau Margaret von Watzmannsdorf

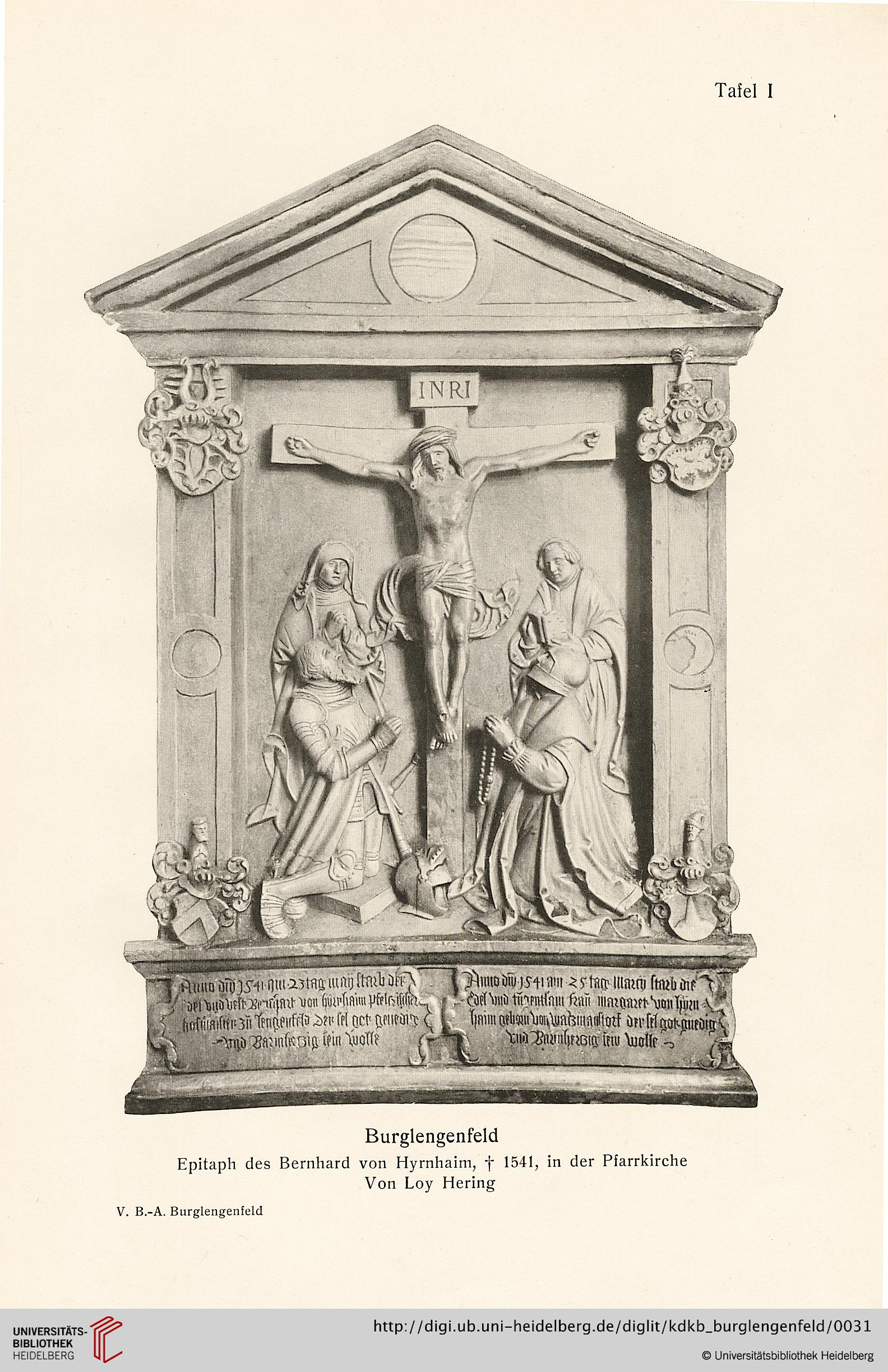
Aufnahme um 1906 aus Die Kunstdenkmäler des Königreichs Bayern

Das Epitaph für Bernhard von Hyrnhaim und seine Frau an der Südwand der Pfarrkirche St. Vitus in Burglengenfeld, einer Stadt im Oberpfälzer Landkreis Schwandorf in Bayern, wurde 1541 geschaffen. Das Epitaph, das von dem Eichstätter Bildhauer Loy Hering geschaffen wurde, ist als Teil der Kirchenausstattung ein geschütztes Baudenkmal.  
Bernhard von Hyrnhaim († 23. Mai 1541)  war Haushofmeister des Pfalzgrafen Philipp (1503–1548).
Das Epitaph aus Jurakalkstein (sogenannter Solnhofer Stein) stellt in einer Renaissance-Ädikula die Kreuzigung Christi mit Maria und dem Apostel Johannes dar. Vor dem Kreuz knien betend Bernhard von Hyrnhaim und seine Frau Margaret († 25. März 1541). Seitlich sind vier Ahnenwappen zu sehen: oben rechts Hyrnhaim und links Watzmannsdorf, unten rechts Ehingen und links Tannberg mit jeweils charakteristischen Helmdecken.

Auf dem Sockel sind zwei Inschriftentafeln angebracht. Die linke Inschrift lautet: 

„Anno dnj 1541 am 23. tag may starb der edel vnd vest Bernhart von hyrnhaim pfelczischer hofmaister zu lengenfeld. Der Sel got genedig vnd Barmhertczig sein wolle.“

 

Die rechte Inschrift lautet: 

„Anno dnj 1541 am 25. tag marcy starb die Edel vnd tugentsam frau margaret von hyrnhaim geborn von watzmannstorf der sel got gnedig vnd Barmhertczig sein wolle.“